# 王ドロボウJING
『王ドロボウJING』（おうドロボウ ジン）は、熊倉裕一による日本の漫画作品。1995年から1998年まで『コミックボンボン』（講談社）にて連載された。ボンボンKCとして単行本が全7巻発売されている。また、新装版がマガジンZKCから同じく全7巻発売されている。
7巻以降『月刊マガジンZ』（講談社）にて続編『KING OF BANDIT JING』（キング オブ バンディット ジン）が連載されていたが、2017年現在は休載中（作者の長期病気療養により関係者でも連絡が付かない状態にあったため。詳細は作者の項を参照）。マガジンZKCとして単行本が7巻発売されている。
アニメがNHKのBS2で全13話が放送され、その後OVAも製作された。また、ゲーム化もされている。

## 概要
本作は“王ドロボウ”であるジンとその相棒キールが、目的のモノを盗むための冒険を描いた物語。「ドロボウの都編」「第七監獄編」といったように、数話ごとに構成される独立した物語の連続となっている。
物語の舞台は各エピソードごとに、「世界中からドロボウが集まっている」「時間に支配されている」など全く異なる世界観を持つ。そこでジンは、ボンドガールのように毎回「ジンガール」と呼ばれる、舞台や盗む対象と何らかの関わりを持つヒロインと出会い、目的のものを盗むべく一緒に行動する形でストーリーが進む。
綿密に描き込まれた独特な世界観と洒落たセリフ回しが特徴。幼年・児童誌としては特殊な傾向があったコミックボンボンの中で、連載当初は少年漫画風だったが、話が進むにつれて重厚な雰囲気や舞台を備えた作風へと変化し、絵柄もさながら絵画のような表現を用いたものになる。
作風・世界観はティム・バートン（特に作品で言えばナイトメアー・ビフォア・クリスマス）の影響を強く受けている。
主要登場キャラクターには主に酒の名前が付けられているが、中にはカクテルの用語・道具の名前が付けられているキャラクターもいる。

## 主要人物
ジン (Jing)
声 - 斎賀みつき
本作の主人公。「輝くものは星さえも盗む」といわれる王ドロボウの一族である少年（年齢不詳）。黄色いコートに尖った髪型が特徴。「ビンゴ〜」「HO! HO!  HO!」などが口癖、原作初期ではコミカルな一面も見られるが、連載が進むにつれてクールな性格が際立つようになる。アニメでは一貫してクールな性格である。本人は気づいていないが、行く先々で「ジンガール」たちのハートをも盗んでいる。武器は右腕手甲に仕込んだ刀と、相棒キールと共同でエネルギー弾のようなものを放つ攻撃「キールロワイヤル」。王ドロボウの血統は母方のもののようだが、母親は亡くなっている。
キール  (Kir)
声 - 中尾隆聖
喋る黒い鳥で、卵の時から一緒にいるジンの相棒。自称「ジンの飼い主」。性格はジンと正反対だが、息は抜群。女性を見ると声をかけずにはいられない程の女好き。また、お調子者で時々軽口を叩く。ジンの右腕と合体して必殺技「キールロワイヤル」を放つことができる。
ポスティーノ (Postino)
声 - 三木眞一郎
ジンとキールの行く先々で出会う郵便配達員。アニメには各編で必ず登場するが、『王ドロボウJING』のコミックでは「アマルコルド編」 に登場するのみ（KING OF BANDIT JINGにも登場）。ポスティーノとはイタリア語で郵便配達のこと。ジンの母親とは面識があった様子。

## あらすじと登場人物

### 「ドロボウの都」編
ダブルマーメイドと呼ばれる、巨大な宝石を狙う泥棒が集まってできた街「ドロボウの都」。ジンとキールもそれを求めてこの街にやってくる。
コニャック (Cognac)
声 - 麻生智久
ドロボウの都の市長。ダブルマーメイドを所有し、塔の最上階に置いている。狡猾な性格で、自身のお宝を狙う多くの泥棒すら私腹の種にしてしまう。
原作では最初からジンが王ドロボウだと知っていた（アニメでは盗み終えた時まで正体に気づかなかった）。
ウォッカ (Vodka)
声 - 郷里大輔
盗賊団の首領。ジンとキールを子分にして、コニャックの塔に侵入しようとするが、ことごとく失敗する。
シードル (Cidre)
声 - 野川さくら
ジンとキールが最初に訪れた「ドロボウの都」で出会った、人魚の姿をしている結晶生物の少女。コニャックに囚われていたが、ジンに助けられ母親と再会した。母親と共に「ダブルマーメイド」と呼ばれる。最初のジンガール。アニメでは嬉しさの時に流す涙は宝石になる。
老女
ジンとキールにダブルマーメイドのことを教えた老婆。正体はシードルの母親。ある意味、もう一人のジンガール。
鳥
アニメでは鳥とされているが、ドラゴンのような風貌の生物。6枚の羽と4つの眼、爬虫類の皮膚をしている。メスで卵を産む。昔は空が飛べたが、体が太り、羽が縮んでいるため空は飛べないが、産んだ卵をジンがキールに塔の最上階にもって行かせたのに逆上し、火事場の馬鹿力的に空を飛ぶことができた。
アニメではコニャックのコレクションの一つで、コニャックの部下に卵を持っていかれた。ジンに励まされて、卵を取り戻すため空を飛んだ。ちなみに原作では喋る事ができる。

### 「ブルーハワイの幽霊船」編
謎の幽霊船騒ぎが起こっている北の町－ブルーハワイ。ドロボウの都で聞いた噂を頼りにやってきたジンとキールは、警察官のロゼと共に幽霊船の正体を確かめにいく。
ロゼ (Rose)
声 - 田村ゆかり
北の町・ブルーハワイの美少女警察官。ゲームにも登場する。正義感が強く、違法行為にはうるさいが、「もったいない」と酒を飲み、悪酔いしたこともある。非常に活発な性格だが、幽霊には弱い。現行犯逮捕のためにジン達に同行するが、度々足を引っ張っていた。終盤ではジンにキスをした（アニメでは、キール曰く王ドロボウが唇を奪われた）。
ゾンビ
幽霊船から金貨を運ぶ役目のゾンビ。皮袋入りの酒を飲みながら、足漕ぎボートに乗って登場。眼から酒臭い破壊光線を出してジン達を襲うが、キールロワイヤルであっけなく倒された。
錨
幽霊船に取り付けてある錨だが、生き物のように活動する。巨体を生かした体当たりと、大顎での噛み付き戦法をする。キールロワイヤルでさえ破壊できない頑丈さを持つが、鎖錨孔に鎖を持って動かしてもらえないと、自力で動くことができない。
鎖錨孔
錨の相棒。錨を動かす役割をしており、錨と一緒にジン達を襲うが、キールロワイヤルを受け、白熱化した鎖が持ってられず、離してしまったため、相棒を失う。恐らく自身には戦闘能力はない。
グラッパ (Grappa)
声 - 楠見尚己
幽霊船を模したカジノ船の支配人。豚の貯金箱のような姿だが、正体は人間の欲望を喰らう怪物。実は彼が支配するカジノは、「金貨が客を支配する」カジノであり、カジノ内で使用されているコインには意思がある。最後はジンに欲望を奪われたことで、巨大な金貨と虫が合わさったような姿の本体が晒され、キールロワイヤルを受けて絶命した。

### 「時の都アドニス」編
時間という悪魔に支配された町アドニス。「時計じかけのブドウ」と呼ばれる名物を食べに来たジン達。遅刻罪で処刑されそうだったミラベルを助けたことによって、町を支配するヴァン・ムスーに目を付けられてしまう。
ミラベル (Mirabelle)
声 - 堀江由衣
マスターギアが取り仕切る集会に遅刻した罪で処刑されそうになった所をジンとキールに助けられる。優しく芯が強い性格。ジンのことは出会った時から慕っており、「時間を盗む」という彼の行為を信じていた。終盤で棺の盾を手にジン達と合流、マスターギアの奇襲から彼を助けた。その後、アドニスが時間から解放されたことを祝う祝賀会で、花束を手にジンを探していたが、すでに旅立った後だった。
名前の由来はスモモを使ったフルーツブランデーから。
ヴァン・ムスー (Vin Mousseux)
声 - 森川智之
時の都アドニスにおいて、全ての時計を支配するアドニスの領主。通称「マスターギア」。シェリーと組んで、アドニスを支配し、時間によって住民を服従させ、ブドウも時計じかけにしている。名前はフランス語でスパークリングワインのこと。アニメでは「ヴァン・ムスー」という名前は使用されず、「マスターギア」で統一されている。
シェリー (Sherry)
声 - 佐久間レイ
マスターギアの相棒で、彼の側に控える九尾の狐。キール同様、マスターギアの右腕と一体化し光の弾を放つ能力を持ち、キールロワイヤルを遥かに凌ぐ威力を持つ。他に、相手の心音を聞き取る事で居場所を探れる。しかし、ジンに敗れた事から、マスターギアを見限り何処へと去る。
船長
声 - 小杉十郎太
ミラベルと同じ「遅刻罪」で死刑を宣告されたが逃走し、アドニスの地下にある「ネバーランド」で仲間と共に潜伏していた。右手が巨大な鍵になっている。マスターギアに反抗しつつも、内心は覇気を失っており、それを見透かしたジンに痛烈な皮肉を喰らう。終盤には戦う意思を取り戻し、ミラベル達を率いてジンを助けた。
クロックダイル
マスターギアの部下の一人。背中にいくつもの時計が付いた鰐。船長の右手を食い千切った張本人。キールロワイヤルを弾くほどの皮膚をしているが、背中は弱い。ジンの策で、跳ね返ったキールロワイヤルを背中に喰らい、絶命した。
エッグノッグ団
マスターギアの部下。鶏冠が歯車、全身に包帯を巻いたロボットのような姿の鶏の一団。常に寝ぼけているが、敏捷性と長いハンマーを武器にする。時計塔についたジンとキールを襲うとしたが、船長たちに破壊される。

### 「爆弾生物ポルヴォーラ」編
大宇宙のエネルギーを封じ込めた星珠 システマ・ソラール。その要となる太陽石の大物を手に入れようとするが、それがあるサングリア一帯は、今はゴブレット一族が独占して太陽石の発掘をしており、一族以外は入ることすら許されないという。唯一入る方法として、採掘用の爆弾生物ポルヴォーラを運ぶ仕事を請けようとするが、同じく仕事を請けようとしたイザラと揉めることになってしまう。舞台となった地名は、同名のカクテルのサングリアから。
イザラ・タンブラー (Izarra Tumbler)
声 - 三石琴乃
幼い頃に父親を殺害された仇を取ろうと、ゴブレットに近づき、ジンとキールのボルヴォーラ運搬の仕事を妨害する。凄腕の銃使い。クールな性格で、目的のためには残酷な行動を取ることもあるが、おだてに弱く間が抜けている。最終的に子ポルヴォーラの親代わりになった。
イザラの名前はバスク地方で作られたハーブ系リキュールから。またバスク語で「星」の意味もある。
ゴブレット (Goblet)
声 - 福田信昭
強欲で珍しいものは何でも手に入れたがる。過去に商売敵だったイザラの父・シャルトリューズ・タンブラーを殺害している。

### 「不死の街リヴァイヴァ」編
とある王国で一仕事終えたジン達の下に、ベルモットと名乗る少女が儲け話として、不老不死を手に入れるという話を持ちかけてくる。その昔、リヴァイヴァと呼ばれる都市で、不老不死の研究がなされていたというが、突然そのような話を持ちかけてきたベルモットに不信感を抱くジン。しかし逆に乗り気のキールによって仕方なく協力することに。そして同じく不老不死を求めるペルノーとキナ・リレーが後を追ってきた。
ベルモット (Vermouth)
声 - 倉田雅世
ジンとキールを強引に誘い、不老不死になれるお宝の謎解きを持ちかけた少女。明るい性格で、雨を嫌うのか常に傘を持ち歩いている。実はキング・コアントローが作った永久機関で動くロボット。「永らえ水」の正当なる後継者を求めて伝説の吟遊詩人を探していた。ジンのふとした仕草から、彼を後継者に選ぶ。コアントローが亡くなった際には涙を流した。
キング・コアントロー (King Cointreau)
声 - 納谷六朗
リヴァイヴァの最後の住人で、ジンとキールの探していたお宝「永らえ水」の持ち主。ベルモットの製作者でもある。長年、永久機関の研究とその意味を考えていた。「永らえ水」をジンに託し、息を引き取る。なお、ジンは「こんなもの（永らえ水）を飲んじまったら、永久に母ちゃんに会えない」と永らえ水を放棄した。
ペルノー (Pernod)
声 - 中原茂
リヴァイヴァにあるとされる“不死に至る法”を探求する紳士にして科学者。気取った性格で、知識に酔いしれている。最終的にはジンの手でキナ・リレーと一緒に縛られた状態からコントローラーでキナ・リレーにくすぐり続けられるという笑い地獄を受ける。
キナ・リレー (China Lilet)
声 - 志村知幸
ペルノーの従者。巨体と怪力を誇るがあまり活躍はしていない。劇中で一旦死亡するが、ペルノーが改造手術を施し、強制的に復活させる。名前は同名のフレーバード・ワインから。アニメでは規制によるものか、最初から人造人間という設定だった。

### 「第七監獄（セブンス・ヘブン）」編
警官に尻尾を捕まれ、第七監獄に入所してしまったジン達だったが、この刑務所にあるお宝を手に入れるための演技だった。その昔、カンパリという名の奇術師が、眠った時に見る夢を結晶化した「夢玉」を発明したが、それを悪用したことによってこの監獄に入っているという。「夢玉」を手に入れようとカンパリの元へ向かうが、周りで不可思議なことが起き始める。カンパリに会うことができたものの、突然巨大なネズミに襲われそうになるが、謎の少女・ベネディクティンにより助けられる。しかし、その時はすでにカンパリにハメられ、第七監獄より千倍脱出不可能な「夢の牢獄」に閉じ込められていたことを知る。OVAに収録。
ベネディクティン (Benedictine)
声 - 千葉紗子
カンパリの作った夢の中の少女。美しく、聡明。夢の牢獄をさまようジン達をサポートしつつ、カンパリの心のうちを語る。実はカンパリの死亡した婚約者であり、ジンガールの中では珍しくジンへの好意を示さなかった。二度目の夢ではジンの手で人形が姿を変えて出現。ジンの計らいでカンパリと結婚式を挙げた（ちなみに神父役はキール）。
カンパリ (Campari)
声 - 郷田ほづみ
夢を買い取り、それを「夢玉」という固体にして人々に夢を売っていたが、詐欺師として第七監獄に収監。アカシア族の生き残りである。心に暗い闇を抱えており、ジンを同じ「根無し草」と称し、夢の牢獄に閉じ込めようとした。しかし、第七監獄脱出の際には改心して、夢玉から夢を解放。ジン達の手助けをした。
マラスキーノ (Maraschino)
声 - 高木渉
第七監獄の所長。権力主義者で、監獄に自分の石像を飾る。沢山のコウモリを飼っている。

### 「アマルコルド」編
幼少期のジンと、キールの出会いを描く。10歳の誕生日を迎えたジンは、弟子を自称する子供達から謎の卵をプレゼントされる。その頃この町では、森の精と呼ばれる者の手による、少女誘拐が続発していた。OVA2巻にジンの「回想」という形で収録。
カシス (Cassis)
声 - 水樹奈々
ジンが幼い頃に仲が良かった少女。森の精に女の子であることを知られないように、男の子のような言葉遣いをする。男勝りで活動的な性格。ロングヘアが特徴だが、どうやってか帽子の中に隠していた。使用武器はバット。ジンに好意を抱いているが、素直にはなれない様子。ジンの誕生パーティーの途中で森の精にさらわれてしまう。彼女の救出劇こそが、ジンとキールの最初の冒険だった。
ミント (Mint)
声 - 朴璐美
三悪童の一人で、自称“王ドロボウの一番弟子”。クローブやポムと共に古道具屋の店先からキールの卵を盗む。
クローブ (Clove)
声 - 釘宮理恵
三悪童の一人で、自称“王ドロボウの二番弟子”。ミントやポムと共に古道具屋の店先からキールの卵を盗む。
ポム (Pomme)
声 - 間宮くるみ
三悪童の一人で、自称“王ドロボウの三番弟子”。ミントやクローブと共に古道具屋の店先からキールの卵を盗む。

### 「ザザの仮面舞踏会」編
特大の"淵真珠"を削って造られた秘蔵の仮面「ヴィンテージスマイル」を手に入れようと、海上都市ザザで行われる"仮面舞踏会"に参加するためやってきた2人だったが、過去の出来事により"仮面舞踏会"は8年前から"仮面武闘会"に姿を変えていた。ジンは図らずも闘いに参加することになってしまった。
ステア (Stir)
声 - 飯塚雅弓
デュボネ伯爵夫人の娘。普段は冷淡かつ生意気な態度を取るが、内心では母・デュボネに対する寂しさを感じ、亡き弟の代わりを務めようと必死で頑張っていた。また、気が動転すると暴れだしたり、ジンにキスをされて顔を真っ赤にしたりと、内面は年相応の少女である。当初、仮面武闘会には、ほぼ無関心だったが、ジンの試合を見て徐々に態度を変えていく。母と和解後は、"仮面舞踏会"でジンを待ち続けている。
名前の由来となっているステアとは「混ぜる・攪拌する」を意味するカクテル用語である。
デュボネ (Dubonnet)
声 - 兵藤まこ
ザザの街を治める伯爵夫人。夫と息子の死による悲しみから表情を失い、常に仮面を付けており仮面を変えて感情を表す。息子が暗殺されて以来、いる筈もない息子の代わりを探す為「仮面"武闘"会」を開き続けていたが、後にステラの想いを知って感情を取り戻し「ヴィンテージスマイル（最高の笑顔）」も戻った。
老アンゴスチュラ (Angostura)
声 - 柴田秀勝
一族代々、デュボネ家に仕えてきた。大会参加者の私闘に対しては「お前たちの仮面を首ごと没収するぞ」と警告する。怒っているような厳しい表情の仮面を付けている。ジンを若い頃の伯爵に瓜二つと評してか、彼とキールにデュボネの悲劇を語って聞かせた。
若アンゴスチュラ (Angostura)
声 - 吉野裕行
老アンゴスチュラの孫であり、同じく伯爵家に仕えているが、慌てん坊かつ気弱な性格で、祖父には叱られてばかりでまだまだ頼りない。ステアに想いを寄せている。祖父とは逆に笑顔の仮面を常着している。バッフルがジンを独断で処刑しようとした際には、祖父同様に「お前たちの仮面を首ごと没収するぞ」と発言・発砲し、その場は収めた。
ギンジョウ (Ginjou)
声 - 相沢正輝
日出処の戦士と対戦した出場者。酒を使って火炎攻撃を得意とする。実はジンと同じく泥棒。
アイス兄弟 (Ice Bros)
声 - 大友龍三郎（バッフル）、坂口候一（クラッシュ）、宇垣秀成（キューブ）
マスコリーダの優勝候補である三兄弟。料理人の長男バッフル・ド・アイスは巨大な包丁を、仕立屋の次男クラッシュ・ド・アイスは巨大なハサミを、大工の三男キューブ・ド・アイスは巨大なハンマーを武器に戦う。3人とも優勝経験はない。
日出処の戦士 (Rising Son)
武闘会に突如現れた出場者で、獣のような兜をした甲冑に身を包んだ謎の剣士。マスコリーダで優勝候補・アイス三兄弟の三男キューブを倒す程の凄腕のダークホース。正体はステア。

### 「JING ON AIR」編
2人は賭けスゴロクの最中に、賭け金だった純金電池を盗み出すことに成功。しかしジンの本命は薄汚れたスゴロク盤だった。これは、天空の果てにあるとも水平線の向こうにあるとも言われる神の住まう処「ファジーネーブル（あいまいなおへそ）」への道を示す地図であった。同じ頃「盗電団」は電気を独占するカイエ宗の総本山ファジーネーブルへの地図を手に入れようと、リーダーのキルシュがジン達を追い始めた。
本作で唯一アニメ化されていないエピソード。
キルシュ (Kirsch)
電気を盗む事を目的としている「盗電団」を率いるリーダー。猫耳としっぽがついている。口調は穏やかだが、芯は強く、自己犠牲ともいえる行動をとることも。ジンに命を救われてからは、別々の形でファジーネーブルを調べるが、ギガンテッサと呼ばれる雲の彫刻の核に選ばれてしまう。その後、再びジンに命を救われ、間接的ながらも彼に告白した。
ペスカ (Pesca)
ファジーネーブルと呼ばれる電気を独占している世界を支配している、その風貌と言動はさながら聖職者であるが、その実本性は「人生を盗む」事を生きがいとする人間。本性を後述のアラクの前で晒し彼の手で殺害される。
アラク (Arak)
ファジーネーブルの僧の一人。ペスカ・ルミノサの家臣だったが彼の支配に対し疑念を覚え始め、本性を知った際に彼を殺害。決着をつけるため、ジンを追撃する。

### 「色彩都市の少女」編
オークションに出品される極楽鳥を手に入れるため、色彩都市ポンピエにやって来た2人。キールはジンにディナーに推薦され、危うく蒸し鶏にされるところだったが、なんとか潜入に成功する。うまく極楽鳥を手に入れるが同じオークションに少女が出品されていることに驚愕する。少女を助け出した後、少女は自分が異端の画家ヴァン・クォートの娘であること、そして彼の作品の1つであることを明かす。
フィノ・クォート (Fino Quart)
声 - 椎名へきる
ポンピエに住む少女。父は有名な画家・ヴァン・クォート。自身もクォート画伯の作品の1つで、生きた作品として身体に刺青がある。最も幼いジンガールだが、性格的には大人びており、感情の起伏が小さい。オークションで売られていた所をキールとジンに助けられ、彼らと行動を共にするようになる。後日談ではラムと一緒に牧場で暮らしている。
ラム (Rum)
声 - 愛河里花子
フィノの傍にいる鳥（アニメでは「ラム」という名前があるが、原作には名前が記されていない）。オークションに出品されていた極楽鳥だが、正体はキールと同じ種族のメスである。アニメでは、自身もクォート画伯の作品の1つとされている。雛の頃、フィノの母に拾われた。ちなみに本作最後のキールロワイヤルはキールの力を受け取った彼女との合体技。
ドランブイ (Drambuie)
声 - 中多和宏
ポンピエ一の富豪で、絵の具会社・キングクリムゾン社の社長。人や動物の屍体から出たエキスで作った赤絵具を売り巨万の富を得る。ヴァン・クォート作品を買い占めており、莫大な財産に物を言わせ、フィノを買い取る。アニメでは燃え盛るアトリエの炎に飲み込まれて死んだ。
ドクトル・シュペートレーセ (Spatlese)
声 - 小形満
ドランブイと親交のある医者。カメレオンの姿をしており、擬態や伸縮する舌による攻撃を得意とする。神出鬼没な強敵で、ジンの策を先読みするなど、洞察力も優れている。単体でジンとキールを倒した唯一の敵だが、アニメでは扱いが悪い（ただの怪物として描写されていた）。最期は隙を突かれてラムの代理キールロワイヤルを受け、骸骨の絵にぶち当たり、絵と同じ死の模様が染み渡って死んだ。アニメではキールのキールロワイヤルをまともに喰らって消し炭と化した。
ヴァン・クォート (Vin Quart)
声 - 堀勝之祐
フィノの実父で有名な画家。カンバスに限らず、なんにでも絵を描く。芸術に心酔するあまり娘に刺青を施したり、理想の赤絵具を得るために家族を捨てて冷凍睡眠に入ったりなど、非情とも言える言動が多いが、死の直前には娘に対する愛情を取り戻す。

### 「調べの島ココ・オコ」編
アニメオリジナル。
「心が震える伝説のお宝」を求めて、楽器作りで有名な島ココ・オコにやって来た2人。しかし観光を楽しむジンに呆れ、キールは美女を求めて浜辺に行ってしまう。途中溺れて気を失うが、ミモザに介抱され、しばらく世話になることになる。
ミモザ (Mimosa)
声 - 坂本真綾
ココ・オコでカスタネット職人として働いている少女。一見すると冴えない顔だが、眼鏡を取ると美少女である。キールも世話を焼くほどドジで垢抜けない。ルシアンが好きだが素直になれない。
ルシアン (Russian)
声 - 櫻井孝宏
ミモザの幼馴染の青年。お互いに恋心を抱くも、顔をあわせれば喧嘩ばかりしている。よく、フルートを吹いている。

### 「ポルヴォーラの子守唄」編
アニメオリジナル。
列車に乗って海上都市ザザへ向かっていた2人だが、いつの間にか見知らぬ土地に着いていた。そこで謎の女性・エリクシルに出会う。
エリクシル (Elixir)
声 - 雪乃五月
「ブリュワリー」と呼ばれる所で生まれた、ポルヴォーラ達の世話をしている女性。
スタウト親子(Stout)
声‐野沢雅子（ママ）、川津泰彦（スイート）、西村朋紘（ビター）
ママとその息子・スイートとビターの3人組。ボルヴィーラを捕らえるために、ブリュワリーを訪れた。強靭な肉体と優れた頭脳を持つ。スイートの外見は、『KING OF BANDIT JING』エピソード4「赤い風車と恋愛税」編に登場するジェット27に酷似している。

## 用語
王ドロボウ
「輝くものは星さえも、尊きものは命すら」も盗むと言われる泥棒の一族。作中に登場する王ドロボウはジンのみ。
ドロボウの都
住人のほとんどがドロボウ、売られている物のほとんどが盗品という都市。外観はブリューゲルの絵『バベルの塔』をモデルにしている。
ダブルマーメイド
ドロボウの都の市長コニャックが持つ宝の名前。この宝目当てに世界中からドロボウが集まり、ドロボウの都が出来たといわれている。様々な罠が仕掛けられた塔の頂上に隠されており、頂上に到達した者は1人もいない。
アドニス
時間に支配されている街。時間に係わる全ての事柄は当然のように秒単位で管理される。時間に係わる過失は重罪となり、遅刻を犯した者が死刑になる事もある。街中が機械仕掛けで野生の草木は一本生えていないが、かつては緑豊かな都市だった。名前の由来はニューヨークで誕生したカクテルのこと。
時計仕掛けのブドウ
アドニスでワイン用に栽培されているブドウ。マスターギアにより時間のくびきにはめられており、指定の日時になるとすぐに収穫されるが、稀に見落とされる房が存在する。そうしたブドウは「渾身の一房」と呼ばれ、大粒の果実と極上の甘味を誇る。
ポルヴォーラ
爆弾生物と呼ばれる生き物。可愛い外見をした人懐っこい性格の生き物だが、多少の衝撃や強いストレス、火気によって大爆発を起こす。そのため、作中ではダイナマイトの代わりにされている描写がある。ミルクチョコレートが好物。本を積み上げたり、チェスをしたり、芸をすることもある。名前はスペイン語で火薬のこと。
リヴァイヴァ
永久機関を特産物とする「不死の都」と言われていたが、廃墟と化している。
第七監獄（セブンス・ヘブン）
犯罪者達から恐れられている大規模な監獄。非常に治安が悪く、ナメられると最悪の場合他の囚人に殺害されてしまう程である。だが、ジンとキールの余裕綽々とした態度のためにあまり暗い雰囲気ではない。「セブンス・ヘブン」とはジンベースのカクテルのことであり、イスラム教、キリスト教、カバラにおいて「最上の天国」の意味合いを持っている。
ザザ
ヴェネツィアに良く似た都市で、かつては海上都市だったらしい（劇中時には海が干上がったらしく、砂漠の真ん中にある）。所々にジャポニスムを思わせる物がある（看板が漢字であったり、一部の人間の着ている服が和服の要素の色濃いものであるなど）。名前の由来は同名のカクテルのザザから。
マスコリーダ
ザザの街で開かれている仮面"武闘"会。出場者は各々仮面を被りトーナメント形式の試合に挑むが、試合には制限時間も点数も無いため自然とハードになり、勝者も敗者も極限まで消耗してしまうのが常。
暗殺されたデュボネ伯爵夫人の子息に代わる世継ぎを探すという名目で8年前から年に一度開催されているが、今までに世継ぎが決まった事は一度もない。
ポンピエ
町全体が極彩色に彩られており「色彩都市」と呼ばれている。この町を支配するのも特殊な絵具で莫大な財産を得た“キングクリムゾン社”である。名前の由来はフランスで大衆的に飲まれているカクテルのこと。

## アニメ
「概要」に記載した通り原作者と連絡が取れない状態が長期にわたって続いていたため、2003年にDVD-BOXが発売されて以降、長らく再発売・リ・パッケージ化・ネットでの合法配信がされていなかったが、2017年7月より、dアニメストアで初のネット配信が実現した。

### スタッフ
- 原作 - 熊倉裕一（講談社コミックボンボン刊）
- 監督 - わたなべひろし
- シリーズ構成 - 吉田玲子
- キャラクターデザイン - 岡真里子
- 美術監督 - 中村光毅（テレビアニメ）→阿久津美千代（OVA）
- 色彩設計 - 松本真司
- 撮影監督 - 近藤慎与
- 編集 - 松村正宏
- 音楽 - 石田小吉、吉澤瑛師（Scudelia Electro）
- アフレコ演出 - 菊田浩巳
- アニメーション制作プロデューサー - 豊住政弘
- プロデューサー - 阿部愛
- アニメーション制作 - スタジオディーン
- 製作 - ANIPLEX

### 主題歌
オープニングテーマ「Shout it loud」
作詞・作曲 - 石田小吉 / 編曲・歌 - スクーデリア エレクトロ
エンディングテーマ「シャラ・ラ」
作詞・作曲 - 石田小吉 / 編曲 - 吉澤瑛師 / 歌 - スクーデリア エレクトロ
挿入歌「GOOD BYE X'MAS DAY」
作詞・作曲 - 石田小吉 / 編曲 - 吉澤瑛師 / 歌 - スクーデリア エレクトロ

### 各話リスト
テレビアニメ
| 話数      | サブタイトル               | 脚本       | 絵コンテ                | 演出           | 作画監督   | 放送日         |
| --------- | -------------------------- | ---------- | ----------------------- | -------------- | ---------- | -------------- |
| 1st SHOT  | ドロボウの都               | 吉田玲子   | わたなべひろし          | 吉田俊司       | 岡真里子   | 2002年 5月15日 |
| 2nd SHOT  | ブルーハワイの幽霊船       | 北条千夏   | 松下ユキヒロ            | 佐山聖子       | 畑智司     | 5月22日        |
| 3rd SHOT  | 時の都アドニス・前編       | まさきひろ | 新留俊哉                | 新留俊哉       | あべたくじ | 5月29日        |
| 4th SHOT  | 時の都アドニス・後編       | まさきひろ | 松下ユキヒロ            | 鈴木芳成       | 塩川貴史   | 6月5日         |
| 5th SHOT  | 色彩都市の少女             | 吉田玲子   | わたなべひろし          | わたなべひろし | 岡真里子   | 6月12日        |
| 6th SHOT  | 不死の街リヴァイヴァ・前編 | 北条千夏   | 松下ユキヒロ            | 松下ユキヒロ   | 徳田夢之介 | 6月19日        |
| 7th SHOT  | 不死の街リヴァイヴァ・後編 | 北条千夏   | 新留俊哉                | 新留俊哉       | あべたくじ | 6月26日        |
| 8th SHOT  | 爆弾生物ポルヴォーラ       | まさきひろ | 松下ユキヒロ            | 鈴木芳成       | 塩川貴史   | 7月3日         |
| 9th SHOT  | 調べの島ココ・オコ         | 吉田玲子   | 吉田俊司                | 吉田俊司       | 吉田大輔   | 7月17日        |
| 10th SHOT | ポルヴォーラの子守唄       | 北条千夏   | 松下ユキヒロ            | 松下ユキヒロ   | 徳田夢之介 | 7月24日        |
| 11th SHOT | ザザの仮面舞踏会・前編     | 吉田玲子   | 新留俊哉                | 新留俊哉       | あべたくじ | 7月31日        |
| 12th SHOT | ザザの仮面舞踏会・中編     | 吉田玲子   | 鈴木芳成                | 鈴木芳成       | 塩川貴史   | 8月7日         |
| 13th SHOT | ザザの仮面舞踏会・後編     | 吉田玲子   | わたなべひろし 鈴木芳成 | わたなべひろし | 岡真里子   | 8月14日        |
OVA（王ドロボウJING in Seventh Heaven）
| 巻  | サブタイトル            | 脚本     | 絵コンテ                         | 演出           | 作画監督 | DVD発売日      |
| --- | ----------------------- | -------- | -------------------------------- | -------------- | -------- | -------------- |
| I   | Lost in Seventh Heaven  | 吉田玲子 | わたなべひろし                   | わたなべひろし | 岡真里子 | 2004年 1月21日 |
| II  | Dream in Seventh Heaven | 吉田玲子 | わたなべひろし                   | わたなべひろし | 岡真里子 | 3月10日        |
| III | Awake in Seventh Heaven | 吉田玲子 | 三田浩士 わたなべひろし 新留俊哉 | わたなべひろし | 岡真里子 | 4月28日        |

## 単行本情報
講談社ボンボンKC
- 王ドロボウJING 1 （1995年11月6日） ISBN 4-06-321758-2
- 王ドロボウJING 2 （1996年6月6日） ISBN 4-06-321775-2
- 王ドロボウJING 3 （1996年11月6日） ISBN 4-06-321790-6
- 王ドロボウJING 4 （1997年5月2日） ISBN 4-06-321807-4
- 王ドロボウJING 5 （1997年8月1日） ISBN 4-06-321813-9
- 王ドロボウJING 6 （1997年11月6日） ISBN 4-06-321822-8
- 王ドロボウJING 7 （1998年6月1日） ISBN 4-06-321841-4

講談社マガジンZKC
- 王ドロボウJING 1 （2000年11月20日） ISBN 4-06-334362-6
- 王ドロボウJING 2 （2000年11月20日） ISBN 4-06-334363-4
- 王ドロボウJING 3 （2000年12月20日） ISBN 4-06-334364-2
- 王ドロボウJING 4 （2000年12月20日） ISBN 4-06-334365-0
- 王ドロボウJING 5 （2001年2月20日） ISBN 4-06-334375-8
- 王ドロボウJING 6 （2001年2月20日） ISBN 4-06-334376-6
- 王ドロボウJING 7 （2001年3月21日） ISBN 4-06-334385-5

電子書籍に関しては作者とコンタクトが取れるようになった2017年4月末以降よりマンガ図書館Zで配信、同年7月末からは講談社から正式に電子書籍が配信開始。

## 関連商品

### ゲーム
メサイヤより2つともに1999年3月12日に発売。ゲームボーイ用ソフト。RPG。なじみのキャラクターやモンスターも登場し、彼らと共に「アクアヴィタエの海」に秘められた宝を盗み出すのが目的。
「ANGEL」と「DEVIL」という二種のソフトがあり、一部のイベントやモンスターの種類による出現率などが異なる。内容はほぼ同じだがスタートする都市が「ANGEL」ではモルト、「DEVIL」ではグレーンとなっている。
- 王ドロボウJING ANGEL
- 王ドロボウJING DEVIL